# Pityohyphantes palilis
Pityohyphantes palilis är en spindelart som först beskrevs av Ludwig Carl Christian Koch 1870.  Pityohyphantes palilis ingår i släktet Pityohyphantes och familjen täckvävarspindlar. Inga underarter finns listade i Catalogue of Life.